# Coppa del mondo rally raid
La Coppa del mondo rally raid (ufficialmente  FIA Cross Country Rally World Cup in lingua inglese, in passato Coupe du Monde des Rallyes Tout-Terrain in lingua francese), è una competizione internazionale organizzata dalla Federazione Internazionale dell'Automobile dal 1993 allo scopo di assegnare un titolo mondiale alle autovetture da rally raid attraverso un calendario di prove distribuite nel corso dell'anno.

## Albo d'oro

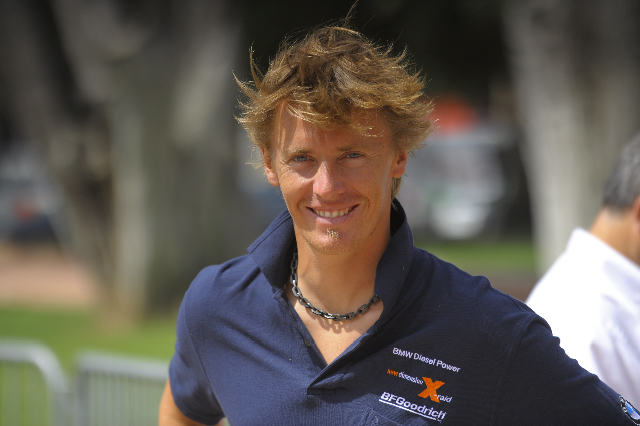
Il campione 2009 Guerlain Chicherit del team tedesco X-raid

Il pilota francese Jean-Louis Schlesser, con cinque vittorie è il pilota più titolato.
| Anno | Pilota               | Navigatore             | Auto                    |
| ---- | -------------------- | ---------------------- | ----------------------- |
| 1993 | Pierre Lartigue      | Michel Périn           | Citroën ZX Grand Raid   |
| 1994 | Pierre Lartigue      | Michel Périn           | Citroën ZX Grand Raid   |
| 1995 | Pierre Lartigue      | Michel Périn           | Citroën ZX Grand Raid   |
| 1996 | Pierre Lartigue      | Michel Périn           | Citroën ZX Grand Raid   |
| 1997 | Ari Vatanen          | Fred Gallagher         | Citroën ZX Grand Raid   |
| 1998 | Jean-Louis Schlesser | Philippe Monnet        | Buggy Schlesser         |
| 1999 | Jean-Louis Schlesser | Philippe Monnet        | Buggy Schlesser         |
| 2000 | Jean-Louis Schlesser | Henri Magne            | Buggy Schlesser         |
| 2001 | Jean-Louis Schlesser | Henri Magne            | Buggy Schlesser         |
| 2002 | Jean-Louis Schlesser | Henri Magne            | Buggy Schlesser         |
| 2003 | Carlos Sousa         | Henri Magne            | Mitsubishi              |
| 2004 | Khalifa Al Mutaiwei  | Alain Guehennec        | BMW X5 CC               |
| 2005 | Bruno Saby           | Michel Périn           | Volkswagen Race Touareg |
| 2006 | Sergej Šmakov        | Konstantin Meščerjakov | Buggy ZIL               |
| 2007 | Carlos Sainz         | Michel Périn           | Volkswagen Race Touareg |
| 2008 | Nasser Al-Attiyah    | Tina Thörner           | BMW X3 CC               |
| 2009 | Guerlain Chicherit   | Tina Thörner           | BMW X3 CC               |
| 2010 | Leonid Novickij      | Andreas Schulz         | BMW X3 CC X-raid        |
| 2011 | Leonid Novickij      | Andreas Schulz         | BMW X3 CC X-raid        |
| 2012 | Khalifa Al Mutaiwei  | Andreas Schulz         | Mini All4 Racing X-raid |
| 2013 | Krzysztof Hołowczyc  | Andreas Schulz         | Mini All4 Racing X-raid |

## Edizione 2011
L'edizione 2011 si è svolta in 7 prove, quattro in Europa e le altre tre nei deserti afro-asiatici, queste hanno assegnato punteggio doppio (60 punti al vincitore, anziché 30). Il russo Novickij si è confermato campione.
| Data          | Rally                      | Vincitore            |
| ------------- | -------------------------- | -------------------- |
| 18-20 marzo   | Italian Baja               | Boris Gadasin        |
| 1-7 aprile    | Abu Dhabi Desert Challenge | Stéphane Peterhansel |
| 1-7 maggio    | Rally di Tunisia           | Leonid Novickij      |
| 22-24 luglio  | Baja España-Aragón         | Filipe Campos        |
| 25-28 agosto  | Hungarian Baja             | Leonid Novickij      |
| 1-9 ottobre   | Rally dei Faraoni          | Jean-Louis Schlesser |
| 27-29 ottobre | Baja Portalegre 500        | Filipe Campos        |

## Calendario 2012
Le prove per la stagione 2012 aumentano sino a dieci, delle quali però alla fine ne vengono disputate solo otto.
| #  | Data       | Rally                       | Vincitore            |
| -- | ---------- | --------------------------- | -------------------- |
| 1  | 15.03.2012 | Italian Baja                | Vladimir Vasil'ev    |
| 2  | 30.03.2012 | Abu Dhabi Desert Challenge  | Jean-Louis Schlesser |
| 3  | 15.04.2012 | Sealine Cross Country Rally | Nasser Al-Attiyah    |
| 4  | 08.05.2012 | Rally di Tunisia            | non disputata        |
| 5  | 25.05.2012 | Estoril-Portimão-Marrakech  | non disputata        |
| 6  | 20.07.2012 | Baja España-Aragón          | Stéphane Peterhansel |
| 7  | 23.08.2012 | Hungarian Baja              | Boris Gadasin        |
| 8  | 13.09.2012 | Baja Poland                 | Krzysztof Hołowczyc  |
| 9  | 29.09.2012 | Rally dei Faraoni           | Khalifa Al Mutaiwei  |
| 10 | 01.11.2012 | Baja Portalegre 500         | Miroslav Zapletal    |